# Courchevel (gemeente)
Courchevel is een gemeente in het Franse departement Savoie (regio Auvergne-Rhône-Alpes). De plaats maakt deel uit van het arrondissement Albertville. Courchevel is op 1 januari 2017 ontstaan door de fusie van de gemeenten La Perrière en Saint-Bon-Tarentaise; in 2021 werden de deelgemeenten officieel opgeheven. Saint-Bon is de hoofdplaats. De nieuwe gemeente ontleent zijn naam aan het mondaine wintersportgebied Courchevel, deel van Les Trois Vallées, op zijn grondgebied.
De gemeente Courchevel bestaat uit de kernen La Perrière, La Nouvaz, La Tania, Le Formier, Villaflou, Villarnard, Champétel, Les Chavonnes en Vignotan op het voormalige grondgebied van La Perrière en Saint-Bon, Courchevel Le Praz (1300), Courchevel Village (1550), Courchevel Moriond (1650), Courchevel (1850), le Petit Carrey, le Grand Carrey, la Cuerdy, le Grenier, le Fontanil, le Buisson, le Fay, la Jairaz, le Freney en Montcharvet op het grondgebied van Saint-Bon-Tarentaise.
Courchevel telde op 1 januari 2022 2.295 inwoners.

## Geografie
De oppervlakte van Courchevel bedroeg op 1 januari 2022 68,90 vierkante kilometer; de bevolkingsdichtheid was toen 33,3 inwoners per km².

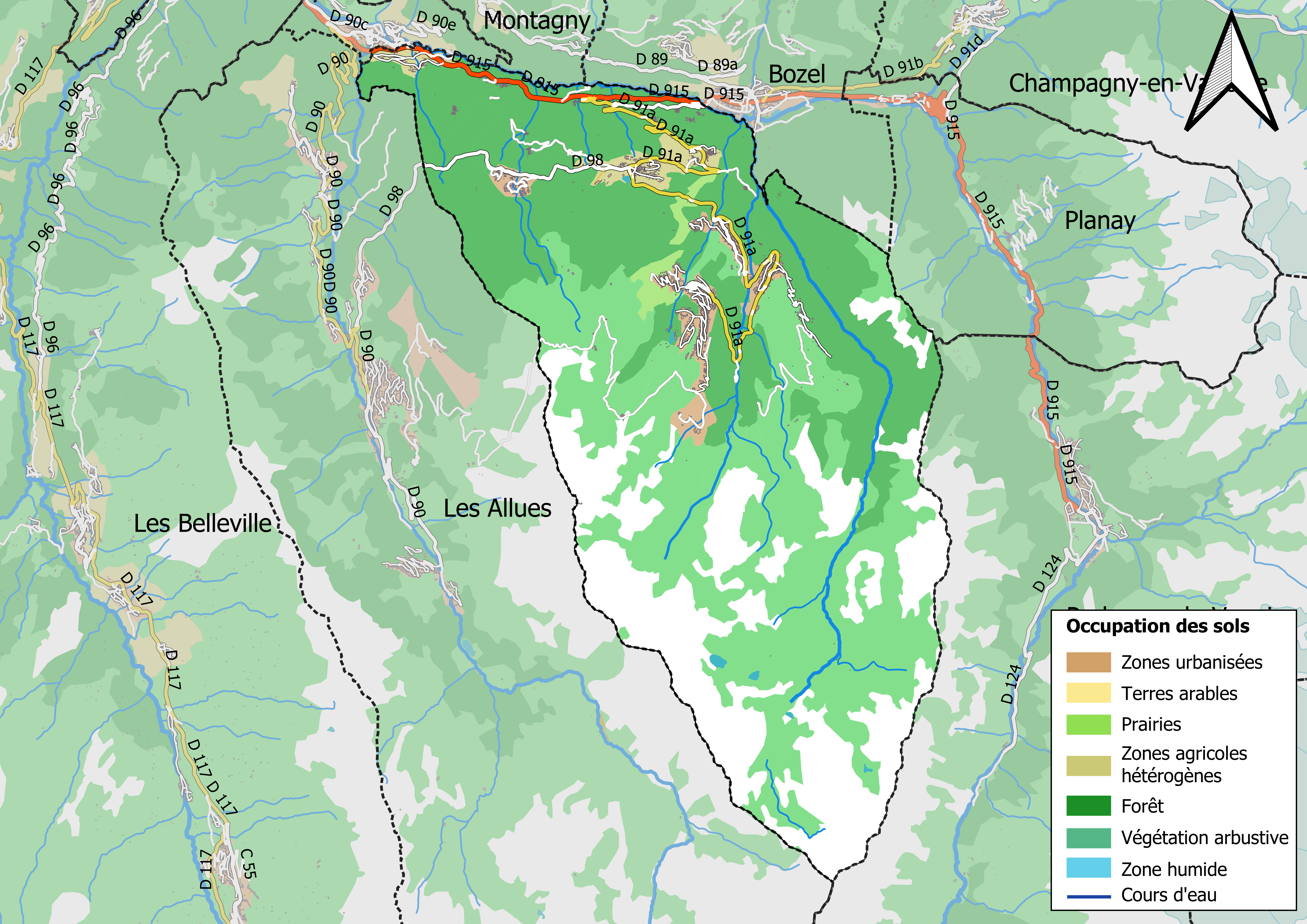
Kaart van de gemeente met de belangrijkste infrastructuur, bodemgebruik en omliggende gemeenten

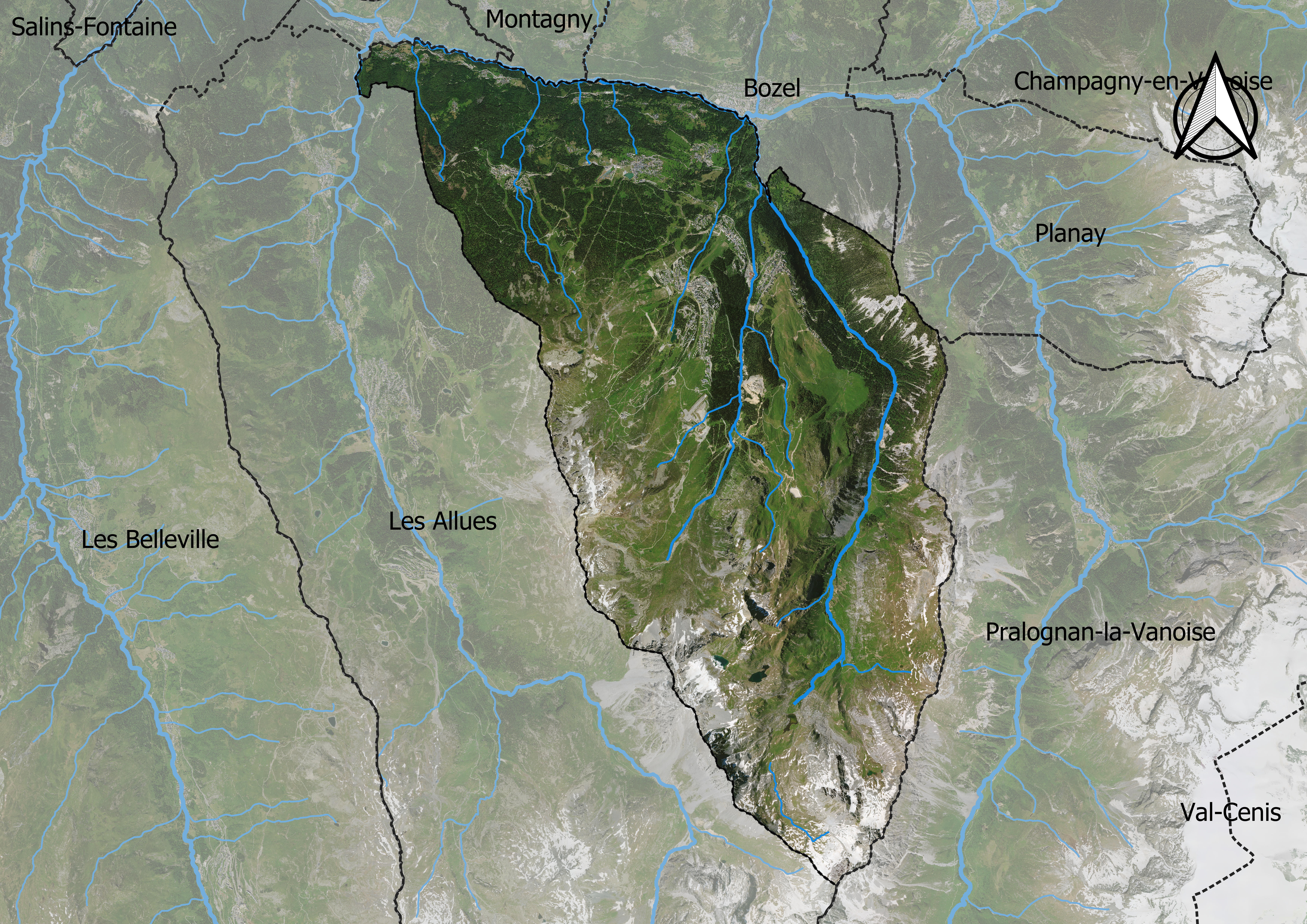
Satellietfoto met waterlopen aangeduid